# Edith Braun
Edith Braun (* 7. August 1921 in Saarbrücken; † 14. Oktober 2016) war eine deutsche Autorin, die sich unter anderem mit der Erforschung und Dokumentation der saarländischen Mundarten befasste.

## Vita
Edith Braun verbrachte ihre Kindheit und Jugend im Saarbrücker Stadtteil Malstatt. Nach ihrem Abitur studierte sie einige Semester Jura. Danach brach sie ihr Studium ab und widmete sich als Hausfrau und Mutter ihrer Familie. In dieser Zeit bereiste sie zahlreiche Länder in West- und Osteuropa, UdSSR, USA und Nordafrika.
1971 nahm sie ihr Studium an der Universität des Saarlandes wieder auf, wo sie 1976 ihr Diplom als Übersetzerin in Englisch und Russisch erwarb. Im gleichen Jahr starb ihr Ehemann. In der Folgezeit unterrichtete Edith Braun in diesen beiden Sprache bei etlichen saarländischen Volkshochschulen. Braun nahm ein weiteres Studium in den Fächern Phonetik, Germanistik und Slawistik auf, das sie erfolgreich abschloss. 1988 wurde sie bei dem Saarbrücker Professor Max Mangold zum Dr. phil. promoviert (Hauptfach Phonetik).
1981 begann Edith Braun ihre schriftstellerische Tätigkeit. Zusammen mit Max Mangold, Mitarbeiter der Dudengrammatik, verfasste sie das „Saarbrücker Wörterbuch“, in dem eine lautgerechte und konsequente Schreibung der Saarbrücker Mundart festgelegt wurde. Die im Saarbrücker Wörterbuch verwendete Darstellung, die in erster Linie auf der Duden Rechtschreibung beruht, legte Braun auch den rhein- und moselfränkischen Wörterbüchern zugrunde, die sie später für einige saarländische Orte erarbeitete.
Braun übersetzte u. a. einige Werke von Wilhelm Busch in ihre Mundart. Dabei entschlüsselte sie Buschs „Max und Moritz“ als Politsatire auf die Ereignisse rund um die Frankfurter Nationalversammlung 1848/49. Sie veröffentlichte ihre Indizien – gestützt auf Buschs Handschrift – in ihrem Buch „Geheimsache Max und Moritz“.
Edith Braun war verwitwet und hatte eine Tochter, Evelyn Treib, die sich ebenfalls viele Jahre lang intensiv mit der saarländischen Mundart befasst hatte.
Später war Edith Braun die Lebensgefährtin von Max Mangold bis zu dessen Tod im Jahr 2015.
Edith Braun starb am 14. Oktober 2016 nach kurzer Krankheit im Alter von 95 Jahren.

## Tätigkeit in Medien
Braun schrieb ab 1981 für die evangelische Zeitschrift „Sonntagsgruß“ Beiträge in Schriftdeutsch sowie Übersetzungen von Bibeltexten in ihre Mundart. Seit dem Jahr 1984 schrieb sie Gedichte, Geschichten und Hörspiele für den Saarländischen Rundfunk ferner als wöchentliche Beiträge die „Saarbrücker Lektionen“ und deren Fortsetzung, den „Saarbrücker Sprachführer“. 1991 initiierte sie gemeinsam mit dem SR-Redakteur Lutz Hahn die „Mundart-Werkstatt“ der SR 3 Saarlandwelle. Auf diesem Sendeplatz, den sie gemeinsam mit dem saarländischen Kabarettisten, Journalisten und Autor Manfred Spoo moderierte, wurden saarländische Mundartwörter und Redewendungen live mit den Hörern diskutiert und die Ergebnisse von dem Sender aufgezeichnet. Begleitend zu diesen Sendungen fanden zahlreiche öffentliche Mundart-Treffs und private Interviews statt, wobei Braun weiteres Material sammelte und aufbereitete. Daraus entstanden etliche Publikationen zur saarländischen Mundart, die Braun in den Folgejahren veröffentlichte. Die „Mundart-Werkstatt“  – und damit ihre Mitarbeit beim SR – endete 1999.
Edith Braun betrieb 20 Jahre lang in der Saarbrücker Zeitung die wöchentlichen Kolumne „Unsere Mundart“ zu Fragen der saarländischen Mundart. Mit der Ausgabe vom 30./31. Juli 2016 stellte sie die Kolumne ein. Ihr Expertenwissen umfasst alle im Saarland gebräuchlichen rheinfränkischen und moselfränkischen Dialekte. Als Jurorin war sie einige Jahre beim Mundartwettbewerb des Saarländischen Rundfunks und der SaarBank sowie beim Bockenheimer Dichterwettstreit tätig.

## Mitgliedschaften
- Mitglied des Saarländischen Schriftstellerverbandes (VS).
- Gründungs- und Vorstandsmitglied des Mundartringes Saar e. V.
- Gründungs- und Redaktionsmitglied der Zeitschrift „Mundartpost Saar“
- Mitglied des lothringischen Vereins „Gau un Griis“

## Ehrungen und Auszeichnungen
- 2006 Bundesverdienstkreuz am Bande[6]
- 2007 Preis der Emichsburg (Bockenheim)

## Werke (Auswahl)
Edith Braun hat sowohl einen umfangreichen Fundus an wissenschaftlichen Publikationen als auch unterhaltende Literatur zum Thema Saarländische Mundart veröffentlicht.
- Saarbrücker Mundart-Lektionen. Ein vergnügliches Lern- und Lesebuch. Saarbrücker Druckerei und Verlag, Saarbrücken 1986, ISBN 3-925036-06-7.
- Saarbrücker Homonym-Wörterbuch. Saarbrücker Druckerei und Verlag, Saarbrücken 1989, ISBN 3-925036-32-6.
- Rußland in Rußland suchen. Ein Tagebuch. Saarbrücker Druckerei und Verlag, Saarbrücken 1992, ISBN 3-925036-64-4.
- Hasenbrot und Gänsewein. Allerlei vom Essen und Trinken. Mit Anna Peetz. Edition Karlsberg, Homburg 1995, ISBN 3-930204-07-X.
- Neues Lebacher Mundartbuch. Wörterbuch – Geschichten – Brauchtum. Saarbrücker Druckerei und Verlag, Saarbrücken 1995.
- Lebendige Mundart. Gudd gesaad I. Sprüche und Redensarten. Saarbrücker Druckerei und Verlag, Saarbrücken 1996, ISBN 3-930843-04-8.
- Lebendige Mundart. Gudd gesaad II. Sprüche u Redensarten. Mit Lutz Hahn. Saarbrücker Druckerei u. Verlag, 1996.
- St. Ingberter Wörterbuch. Mit Max Mangold und Eugen Motsch. Verlag Pirrot, Saarbrücken-Dudweiler 1997, ISBN 3-930714-30-2.
- Der saarlännische Max und Moritz. Nachgedichtet von Edith Braun. Verlag Michaela Naumann. Nidderau 1999, ISBN 3-936622-07-8.
- Der saarländische Struwwelpeter. Nachdichtung von Edith Braun. Naumann, Nidderau 1999, ISBN 3-933575-21-4.
- Gedichte bunt gemischt. In Mundart nachgedichtet. Saarbrücker Druckerei und Verlag, Saarbrücken 1999.
- Saarlouiser Mundartbuch. Wörterbuch, Geschichten, Brauchtum. Mit Karin Peter. Saarbr. Druckerei u. Verlag, Saarbrücken 1999, ISBN 3-930843-47-1.
- Silberglöckchen. Saarländische Weihnacht. Gedichte und Geschichten. Mit Ruth Müller. Eigenverlag, 2000.
- Tonton der Erzlügner. In Mundart und Übersetzung. Hrsg. von Edith Braun. Saarbrücker Druckerei und Verlag, Saarbrücken 2000, ISBN 3-930843-52-8.
- Knopp Trilogie. (Nachdichtung in Mundart von Wilhelm Buschs Knopp-Trilogie). Saarbrücker Druckerei und Verlag, Saarbrücken 2001, ISBN 3-930843-63-3.
- Mundart sammeln – aber wie? Wir machen ein Mundartwörterbuch. Eigenverlag, 2001.
- Geheimsache. Max und Moritz Wilhelm Buschs bester Streich. Gollenstein Verlag, Blieskastel 2005, ISBN 3-935731-84-1.
- Necknamen und Schimpfnamen saarländischer Orte. Mit Evelyn Treib. Eigenverlag, Saarbrücken 2007.
- Keine Fisimatenten. Französische Wörter in saarländischen Mundarten. Mit Evelyn Treib. Gollenstein Verlag, Merzig 2008, ISBN 978-3-938823-39-2.
- Von Aabääder bis Zwuurwel Schimpfwörter und Kosewörter in saarländischen Mundarten. Mit Karin Peter. Eigenverlag, Merzig 2009.
- Em Leensche sei Hochdseidsnaachd unn annere Geschischde – Lenchens Hochzeitsnacht und andere Geschichten. Eigenverlag, Merzig 2010, ISBN 978-3-938 415-55-9.
- In Alters Frische, Erlebtes und Erdichtetes aus neun Jahrzehnten meines Lebens. Eigenverlag, 2016, ISBN 978-3-943533-05-7.